# Gaultheria humifusa
Gaultheria humifusa là một loài thực vật có hoa trong họ Thạch nam. Loài này được (Graham) Rydb. mô tả khoa học đầu tiên năm 1900.